# Crazy Town
Crazy Town (auch bekannt als CXT) ist eine US-amerikanische Crossover-Band, die 1999 von den Rappern Shifty Shellshock (eigentlich Seth Brooks Binzer) und Epic Mazur (eigentlich Bret Mazur) in Hollywood, Los Angeles, gegründet wurde. Die weiteren Bandmitglieder waren Rust Epique (Gitarre), Antonio Lorenzo „Trouble“ Valli (Gitarre), Doug „Faydoe“ Miller (Bass), JBJ (eigentlich James Bradley Jnr., Schlagzeug) und DJ AM (Adam Goldstein, Turntables). Die Band wurde vor allem durch ihre Hitsingle Butterfly bekannt.

## Geschichte

### Die Anfänge
Shifty und Epic lernten sich bereits Anfang der 1990er-Jahre kennen, als die beiden zusammen auf dieselbe Highschool kamen. Shifty begann zu dieser Zeit, erste Texte zu schreiben und diese zu rappen, Epic versuchte sich als DJ. Zusammen gründeten sie das Projekt The Brimstone Sluggers und gelangten sogar an einen Plattenvertrag. Die Band scheiterte jedoch am mangelnden Interesse der beiden.
1996 musste Shifty wegen eines Überfalls auf einen Drogendealer eine 90-tägige Haftstrafe im Chino State Penitentiary absitzen. Nach Shiftys Gefängnisaufenthalt entschlossen sich die beiden, eine neue Band mit richtigen Instrumenten und mehreren Mitgliedern zu gründen. Der Name wurde aus dem Gangnamen von Shiftys ehemaliger Skatergang „Westside Crazies“ und dem Namen des Skateboard-Herstellers „Dog Town“ entlehnt.

### 1999–2001: The Gift of Game
Nachdem die Band einige Demos eingespielt hatte, unterschrieben sie einen Plattenvertrag bei Columbia Records. Im November 1999 veröffentlichten Crazy Town ihr Debütalbum The Gift of Game und die dazugehörige Single Toxic, die sich jedoch schlecht verkauften.
Kurz nach der Veröffentlichung wurde Gitarrist Rust Epique infolge von Drogenproblemen aus der Band geworfen. Mit Kraig „Squirrel“ Tyler fand die Band jedoch rasch Ersatz.
2000 war ein schwieriges Jahr: Die zweite Single Darkside verkaufte sich ebenfalls schlecht, auf dem Ozzfest wurden die Musiker mit Flaschen beworfen, und Shifty hatte Probleme mit Drogenmissbrauch.
Ende 2000 veröffentlichte Crazy Town den Song Butterfly, dessen Instrumental auf dem Song Pretty Little Ditty vom Album Mother’s Milk der Red Hot Chili Peppers basierte. Die Single verkaufte sich 6 Millionen Mal. Parallel zum Ozzfest im Sommer 2001 veröffentlichte die Band die nächste Single Revolving Door, die sich weniger gut verkaufte. Im Dezember 2001 wurde die Single Toxic aus dem Jahr 1999 neu veröffentlicht.
Für 2001 war die Veröffentlichung des nächsten Albums angekündigt, wurde jedoch später auf den Herbst verschoben. In der Band gab es einige Unstimmigkeiten, nach denen DJ Adam Goldstein zugunsten einer Solokarriere und James Bradley Jr. aus familiären Gründen die Band verließen. Der neue Schlagzeuger wurde der damals 23-jährige Kyle Hollinger von der Band Shuvel. Shifty nutzte die Pause, um mit dem britischen DJ Paul Oakenfold den Song Starry Eyed Surprise aufzunehmen, der jedoch nur in England veröffentlicht wurde.

### 2002–2003: Darkhorse
Am 9. November 2002 erschien das zweite Album Darkhorse mit der ersten Single Drowning. Das von Howard Benson produzierte Album klang deutlich härter und rockiger als das Debütalbum. Darkhorse stieg lediglich auf Platz 120 der amerikanischen Billboard-Charts ein und verkaufte sich bis 2009 nur 28.000 Mal. Nach einer kurzen Tour durch Kalifornien, vier Konzerten in Japan und dem MTV Winterjam gab man am 16. März 2003 im Kölner Prime Club das vorerst letzte Konzert.
Die erfolglose Single Hurt You So Bad wurde im März veröffentlicht. Eine weitere Single erschien nicht, da die Band ihren Plattenvertrag kündigte.

### Auszeit
Ende 2003 kündigte die Band eine Pause an. Epic und Squirrel konzentrierten sich fortan auf das Produzieren unbekannter Bands unter ihrem Pseudonym „Bodysnatchers“. Shifty beteiligte sich an der Kleidungsmarke „Beverly Hills Pimps and Hoes“, Trouble plante ein Soloprojekt und Faydoe und Kyle tourten mit Suicidal Tendencies und Hotwire.
Shiftys Soloalbum Happy Love Sick kam zusammen mit der Single Slide Along Side Ende 2004 auf dem Label Maverick Records heraus, verkaufte sich jedoch eher mager. Schon zu dieser Zeit kündigte Shifty an, dass es in absehbarer Zeit ein neues Crazy Town Album geben würde. Shiftys zweite Solosingle Turning Me On wurde nur in den USA veröffentlicht.
Im April 2005 versammelte sich Crazy Town wieder im Studio und nahm einige Songs auf. Die CD mit dem Arbeitstitel „2013“ sollte im Herbst auf den Markt kommen, jedoch wurden die Aufnahmen abgebrochen. Shifty widmete sich stattdessen seinem neuen Projekt Cherry Lane mit dem US-amerikanischen Sänger Lance Jones. Einige Songs des Duos, welche in die Richtung R&B gingen, wurden über das Internet verbreitet, das Projekt wurde jedoch schnell wieder beendet.
Als man im Sommer 2006 den Song Hit That Switch auf dem Myspace-Profil veröffentlichte, wurden erneut Gerüchte über ein drittes Album laut. Sänger TC, der unter anderem auf Shiftys Soloalbum mitgewirkt hatte, entkräftete diese Gerüchte jedoch wieder: Hit That Switch sei lediglich einer der Songs, welche man 2005 für das neue Album vorgesehen hatte. Mit der Darkhorse-B-Seite Hard to Get veröffentlichten Crazy Town einen weiteren Song auf ihrem Myspace-Profil.
Ende 2006 wurde bekannt, dass Shifty eine neue Band, mit dem Namen Porno Punks gegründet hat. Als Epic und Squirrel, die nun unter dem Namen The Pharmacy unbekannte Bands produzieren, ein Interview für MTV gaben, sagte Epic:

“It’s not like we live in the past and think about what could have been. We were lucky to have the success we had and we got to see the entire world and had a #1 hit. If it had been handled right, maybe we’d still be together. But after going through that experience, I’m happy with where I am in my life.”

„Es ist nicht so, dass wir noch in der Vergangenheit leben und uns den Kopf darüber zerbrechen, was hätte sein können. Wir hatten Glück, diesen Riesenerfolg zu haben, die ganze Welt sehen zu können und einen #1 Hit zu landen. Wenn alles richtig gehandhabt worden wäre, dann wären wir vielleicht immer noch zusammen. Aber nachdem ich diese Erfahrung machen durfte, bin ich froh, wo ich in meinem Leben stehe.“

### Reunion
2008 wurde ein neues Album mit dem Namen Crazy Town Is Back angekündigt; dies sollte u. a. die Songs Hit That Switch und Hard to Get beinhalten.
Am 26. August 2009 gaben Crazy Town im Les Deux, Hollywood, Kalifornien das erste Live-Konzert nach fünf Jahren, um zum einen die Geburtstage von Shifty und Epic zu feiern, andererseits um das bevorstehende neue Album zu promoten.
Am 28. August 2009 wurde das ehemalige Mitglied DJ AM tot in seinem Apartment aufgefunden.
Im Februar 2011 erschien ein 26-sekündiger Ausschnitt der neuen Single Come Inside im Internet.
Die Veröffentlichung des zunächst für 2014, dann für Frühjahr 2015 angekündigten neuen Albums The Brimstone Sluggers wurde auf August des Jahres verschoben. Eine Vorabsingle mit dem Titel Megatron erschien am 27. Januar 2015. 2014 spielte die Band Konzerte in Europa, darunter bei Rock am Ring und Rock im Park. 2015 tourten Crazy Town durch Kanada, die USA und Mexiko.
Die Bandmitglieder Hasma Angeleno, Elias Tannous, Roland Banks und Rick Dixon gaben über einen Post auf der Facebook-Seite ihren Ausstieg aus der Band bekannt.
Am 25. Juni 2024 wurde bekanntgegeben, dass Sänger Shifty Shellshock im Alter von 49 Jahren verstorben ist.

## Diskografie

### Studioalben
| Jahr | Titel Musiklabel               | Höchstplatzierung, Gesamtwochen, AuszeichnungChartplatzierungen (Jahr, Titel, Musiklabel, Platzierungen, Wochen, Auszeichnungen, Anmerkungen) | Höchstplatzierung, Gesamtwochen, AuszeichnungChartplatzierungen (Jahr, Titel, Musiklabel, Platzierungen, Wochen, Auszeichnungen, Anmerkungen) | Höchstplatzierung, Gesamtwochen, AuszeichnungChartplatzierungen (Jahr, Titel, Musiklabel, Platzierungen, Wochen, Auszeichnungen, Anmerkungen) | Höchstplatzierung, Gesamtwochen, AuszeichnungChartplatzierungen (Jahr, Titel, Musiklabel, Platzierungen, Wochen, Auszeichnungen, Anmerkungen) | Höchstplatzierung, Gesamtwochen, AuszeichnungChartplatzierungen (Jahr, Titel, Musiklabel, Platzierungen, Wochen, Auszeichnungen, Anmerkungen) | Anmerkungen                                                  |
| Jahr | Titel Musiklabel               | DE | AT | CH | UK | US | Anmerkungen                                                  |
| ---- | ------------------------------ | --- | --- | --- | --- | --- | ------------------------------------------------------------ |
| 1999 | The Gift of Game Columbia      | DE6 Gold · (25 Wo.)DE | AT4 (25 Wo.)AT | CH11 Gold · (21 Wo.)CH | UK15 Gold · (12 Wo.)UK | US9 Platin · (34 Wo.)US | Erstveröffentlichung: 9. November 1999 Verkäufe: + 2.500.000 |
| 2002 | Darkhorse Columbia             | DE52 (2 Wo.)DE | — | CH90 (2 Wo.)CH | — | US120 (1 Wo.)US | Erstveröffentlichung: 12. November 2002 Verkäufe: + 28.000   |
| 2015 | The Brimstone Sluggers Membran | — | — | — | — | — | Erstveröffentlichung: 28. August 2015                        |

### Singles
| Jahr | Titel Album                     | Höchstplatzierung, Gesamtwochen, AuszeichnungChartplatzierungen (Jahr, Titel, Album, Platzierungen, Wochen, Auszeichnungen, Anmerkungen) | Höchstplatzierung, Gesamtwochen, AuszeichnungChartplatzierungen (Jahr, Titel, Album, Platzierungen, Wochen, Auszeichnungen, Anmerkungen) | Höchstplatzierung, Gesamtwochen, AuszeichnungChartplatzierungen (Jahr, Titel, Album, Platzierungen, Wochen, Auszeichnungen, Anmerkungen) | Höchstplatzierung, Gesamtwochen, AuszeichnungChartplatzierungen (Jahr, Titel, Album, Platzierungen, Wochen, Auszeichnungen, Anmerkungen) | Höchstplatzierung, Gesamtwochen, AuszeichnungChartplatzierungen (Jahr, Titel, Album, Platzierungen, Wochen, Auszeichnungen, Anmerkungen) | Anmerkungen                                                   |
| Jahr | Titel Album                     | DE | AT | CH | UK | US | Anmerkungen                                                   |
| ---- | ------------------------------- | --- | --- | --- | --- | --- | ------------------------------------------------------------- |
| 2000 | Butterfly The Gift of Game      | DE1 ×3Dreifachgold · (19 Wo.)DE | AT1 Gold · (16 Wo.)AT | CH1 Gold · (28 Wo.)CH | UK3 Platin · (13 Wo.)UK | US1 (23 Wo.)US | Erstveröffentlichung: 13. November 2000 Verkäufe: + 1.970.000 |
| 2001 | Revolving Door The Gift of Game | DE26 (9 Wo.)DE | AT29 (9 Wo.)AT | CH43 (8 Wo.)CH | UK23 (5 Wo.)UK | — | Erstveröffentlichung: 2. Juli 2001                            |
| 2002 | Drowning Darkhorse              | DE45 (7 Wo.)DE | AT45 (11 Wo.)AT | — | UK50 (2 Wo.)UK | — | Erstveröffentlichung: 8. August 2002                          |

Weitere Singles
- 1999: Toxic
- 2000: Darkside
- 2003: Hurt You So Bad
- 2004: Hurt You So Bad (Paul Oakenfold Remix)
- 2013: Lemonface
- 2015: Megatron
- 2015: Backpack
- 2015: Born to Raise Hell
- 2016: Come Inside
- 2020: The Life I Chose (feat. Hyro the Hero)
- 2021: Fly Away (feat. Tanner Alexander)
- 2022: Leeches (feat. Ray Garrison)

## Auszeichnungen für Musikverkäufe
| Goldene Schallplatte - Belgien - 2001: für die Single Butterfly - Dänemark - 2024: für die Single Butterfly (Digital) - Finnland - 2001: für das Album The Gift of Game - Italien - 2024: für die Single Butterfly - Neuseeland - 2001: für das Album The Gift of Game - Norwegen - 2019: für das Album The Gift of Game - 2019: für die Single Butterfly (Digital) | Platin-Schallplatte - Dänemark - 2001: für die Single Butterfly (Physisch) - Kanada - 2001: für das Album The Gift of Game - Norwegen - 2001: für die Single Butterfly (Physisch) - Schweden - 2001: für die Single Butterfly 2× Platin-Schallplatte - Australien - 2001: für die Single Butterfly - Neuseeland - 2023: für die Single Butterfly |

Anmerkung: Auszeichnungen in Ländern aus den Charttabellen bzw. Chartboxen sind in ebendiesen zu finden.
| Land/RegionAuszeichnungen für Musikverkäufe (Land/Region, Auszeichnungen, Verkäufe, Quellen) | Gold       | Platin       | Verkäufe  | Quellen                                                             |
| -------------------------------------------------------------------------------------------- | ---------- | ------------ | --------- | ------------------------------------------------------------------- |
| Australien (ARIA)                                                                            | —          | 2× Platin2   | 140.000   | aria.com.au                                                         |
| Belgien (BRMA)                                                                               | Gold1      | —            | 25.000    | ultratop.be                                                         |
| Dänemark (IFPI)                                                                              | Gold1      | Platin1      | 65.000    | ifpi.dk musik.org (Memento vom 5. Oktober 2002 im Internet Archive) |
| Deutschland (BVMI)                                                                           | 2× Gold2   | Platin1      | 1.050.000 | musikindustrie.de                                                   |
| Finnland (IFPI)                                                                              | Gold1      | —            | 20.933    | ifpi.fi                                                             |
| Italien (FIMI)                                                                               | Gold1      | —            | 50.000    | fimi.it                                                             |
| Kanada (MC)                                                                                  | —          | Platin1      | 100.000   | musiccanada.com                                                     |
| Neuseeland (RMNZ)                                                                            | Gold1      | 2× Platin2   | 67.500    | aotearoamusiccharts.co.nz NZ2                                       |
| Norwegen (IFPI)                                                                              | 2× Gold2   | Platin1      | 60.000    | ifpi.no (Memento vom 5. November 2012 im Internet Archive) NO2      |
| Österreich (IFPI)                                                                            | Gold1      | —            | 25.000    | ifpi.at                                                             |
| Schweden (IFPI)                                                                              | —          | Platin1      | 30.000    | sverigetopplistan.se                                                |
| Schweiz (IFPI)                                                                               | 2× Gold2   | —            | 50.000    | hitparade.ch                                                        |
| Vereinigte Staaten (RIAA)                                                                    | —          | Platin1      | 1.000.000 | riaa.com                                                            |
| Vereinigtes Königreich (BPI)                                                                 | Gold1      | Platin1      | 700.000   | bpi.co.uk                                                           |
| Insgesamt                                                                                    | 13× Gold13 | 11× Platin11 |           |                                                                     |